# روکونوهه، آئوموری
روکونوهه، آئوموری (به لاتین: Rokunohe, Aomori) یک منطقهٔ مسکونی در ژاپن است که در Kamikita District واقع شده‌است. روکونوهه ۸۳٫۸۹ کیلومترمربع مساحت و ۱۱٬۰۰۱ نفر جمعیت دارد.